# Jakovlev Jak-36
De Jakovlev Jak-36 (Russisch: Як-36) (NAVO-codenaam: Freehand) was een Russische straaljager.
Het toestel had beweegbare straalpijpen, net als de Harrier. Eén motor was gemonteerd voor de cockpit, en een onder de cockpit. De stuwkracht kwam uit uitlaten rond het zwaartepunt, die bijna 90° konden draaien.
De Jak-36 maakte zijn eerste vlucht op 9 januari 1963, en de eerste overgang van verticale vlucht naar horizontale vlucht en terug op 16 september 1963.
De volgende ontwikkeling was de Jak-38 die voor het eerst vloog in 1971 als de Jak-36MP.